# نوماتا، گونما
نوماتا در استان گونما در کشور ژاپن واقع شده‌است  که دارای جمعیت ۵۲٬۳۱۹ نفر و مساحت ۴۴۳٫۳۷ کیلومتر مربع با تراکم جمعیت ۱۱۸  نفر در کیلومترمربع است و در تاریخ ۱ آوریل ۱۹۵۴ به عنوان شهر شناخته شد.